# Didymella asphodeli
Didymella asphodeli är en svampart som beskrevs av E. Müll. 1959. Didymella asphodeli ingår i släktet Didymella, ordningen Pleosporales, klassen Dothideomycetes, divisionen sporsäcksvampar och riket svampar.   Inga underarter finns listade i Catalogue of Life.